# サンタフェ高校銃乱射事件
サンタ・フェ高校銃乱射事件（サンタフェこうこうじゅうらんしゃじけん）は、2018年5月18日にアメリカ合衆国・テキサス州サンタ・フェに所在するサンタ・フェ高校で発生した銃乱射事件（スクールシューティング）。

## 概要
2018年5月18日、17歳の在学生（容疑者）が美術の授業に侵入。好意を抱いていた人物は狙わず、標的の人物に対しては殺意を持って散弾銃と38口径回転式拳銃を次々と発砲した。死者10人（生徒9人、教師1人）、負傷者10人。発砲直後、校内に配置されていた警官が反撃を開始。容疑者は、自分で死ぬ勇気がなかったとして投降した。
学校の内外からは、様々な爆発装置が見つかり計画的な犯行であったことが判明しているが、動機は明らかにされていない。